# 20831 Zhangyi
20831 Zhangyi è un asteroide della fascia principale. Scoperto nel 2000, presenta un'orbita caratterizzata da un semiasse maggiore pari a 2,2519863 UA e da un'eccentricità di 0,0572886, inclinata di 2,07005° rispetto all'eclittica.